# 石蕨
石蕨（学名：Saxiglossum angustissimum）为水龙骨科石蕨属下的一个种。